# Simulium dandrettai
Simulium dandrettai är en tvåvingeart som beskrevs av Vargas, Palacios och Najera 1946. Simulium dandrettai ingår i släktet Simulium och familjen knott. Inga underarter finns listade i Catalogue of Life.